# 5711 Eneev
5711 Eneev (1978 SO4) là một tiểu hành tinh nằm phía ngoài của vành đai chính được phát hiện ngày 27 tháng 9 năm 1978 bởi L. I. Chernykh ở Đài vật lý thiên văn Crimean.